# Krom-Haskerdijken
Krom-Haskerdijken of Kromhaskerdijken (Fries: Kromhaskerdiken) is een streek annex veld/gebiedsduiding in de gemeente Heerenveen in de Nederlandse provincie Friesland. Het duidt op de in de verspreide lint gelegen boerenplaatsen tussen Haskerdijken en Nes/Oldeboorn.
Van Krom-Haskerdijken is bekend dat het in de Middeleeuwen vruchtbare akkers had in een veengebied. In de 19e eeuw en begin 20ste eeuw werd het ook gepromoot met die vruchtbaarheid, als 'uitstekende weide en hooilanden'. Zo kreeg het aardig wat, voor die tijd moderne, boerenplaatsen. Deze liggen als buurtjes bij elkaar vanaf de Rijksstraatweg over de Van Sminiaweg naar Oldenboorne. De weg was lang ook de enige dichtstbijzijnde  verbinding tussen Heerenveen en Akkrum.
Krom-Haskerdijken werd/wordt ook weleens als buurtschap geduid maar midden in de lint ligt ook de Lekkerterp, een kleine terp dat zelf ook wel als buurtschap werd geduid. Aan de westkant van het gebied ligt de buurtschap Sythuizen.
In 2014 is voorgesteld om windmolenpark in het gebied neer te zetten. Deze draagt ook de naam van het gebied en er is veel verzet tegen.